# 7,92 mm DS
La cartouche 7,92 mm DS était une munition polonaise antichar de calibre 7,92 mm spécialement conçue pour être utilisée avec le fusil antichar wz.35. Elle était basée sur la cartouche Mauser standard de 7,92 × 57 mm, mais était beaucoup plus longue (107 mm par rapport aux 57 mm de la cartouche Mauser) et avait été modifiée pour fournir une vitesse de bouche plus élevée et donc disposer de plus de pénétration.

## Histoire

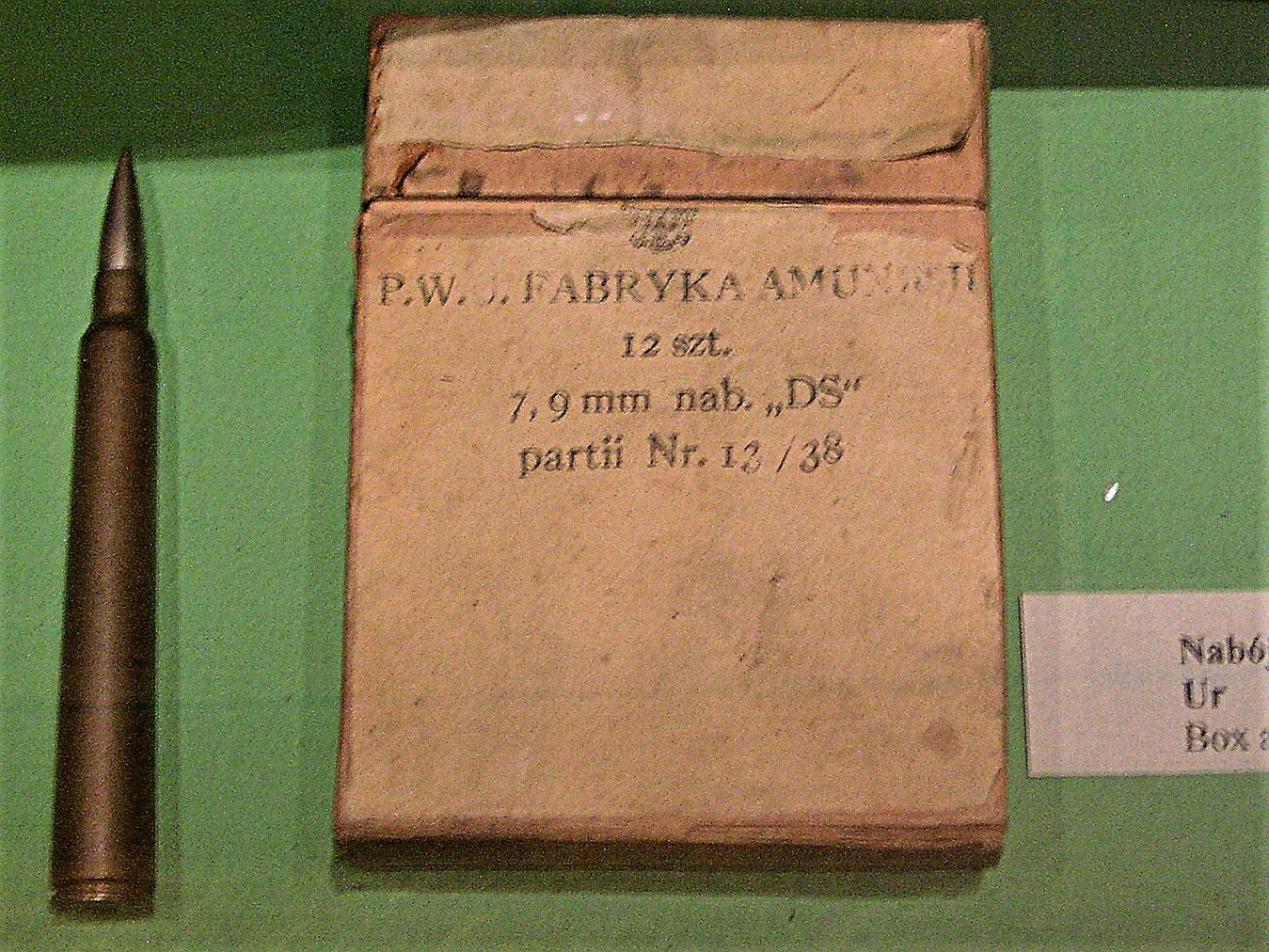
Munitions de fusil antichar DS 7,92 mm - une cartouche et une boîte entière.

À la fin des années 1920, l'état-major général polonais initia le développement d'une arme légère antichar pour l'infanterie polonaise. En 1931, le lieutenant-colonel Tadeusz Felsztyn, de l'Institut de technologie de l’armement de Varsovie, commença les premiers essais de différentes cartouches de faibles calibres. Après que des essais aient démontré que les balles Hagler, fabriquées en Allemagne, avaient la possibilité de perforer des plaques d'acier, la Fabrique nationale de munitions, située à Skarżysko-Kamienna, reçut l’ordre de développer sa propre cartouche de 7,92 mm avec une vitesse de bouche de plus de 1 000 mètres par seconde. Après une série d’essais, la nouvelle cartouche DS fut proposée.
Les munitions DS étaient basées sur une cartouche standard de 7,92 mm utilisée par les fusils Mauser allemand et le fusil Karabinek wz.29 polonais. La longueur de la cartouche fut augmentée à 131,2 mm et son poids total atteignit 64,25 g. Après une série supplémentaire de tests, le revêtement de cuivre originel fut remplacé par un revêtement en laiton (un alliage de 67 % de cuivre et 23 % de zinc).